# Mikrobiostase
Mikrobiostase bezeichnet die vorübergehende Hemmung der Vermehrung und Stoffwechseltätigkeit von Mikroorganismen und Viren. Chemische Stoffe, die diesen Effekt erzielen können, werden mikrobiostatische Substanzen genannt. Die Hemmwirkung wird nach Entfernen der mikrobiostatischen Substanz wieder aufgehoben.
Nach Wirkspektrum unterteilt man in:
- Bakteriostatika: Stoffe, die das bakterielle Wachstum hemmen.
- Virostatika: Stoffe, die die Vermehrung von Viren hemmen.
- Fungistatika: Stoffe, die das Wachstum von Pilzen hemmen.
- Algistatika: Stoffe, die das Wachstum von Algen hemmen.

Die mikrobiostatischen Substanzen gehören zusammen mit den Mikrobioziden zu den antimikrobiellen Substanzen.